# Max Simeoni
Max Simeoni (ur. 28 sierpnia 1929 w Lozzi, zm. 9 września 2023) – francuski polityk, samorządowiec i lekarz, działacz na rzecz autonomii Korsyki, od 1989 do 1994 poseł do Parlamentu Europejskiego III kadencji.

## Życiorys
Syn Fernanda, mera Lozzi. Brat Edmonda, lekarza i działacza na rzecz autonomii. Ukończył studia medyczne, podjął zatrudnienie w szpitalu w Bastii. Pracował też jako redaktor w lokalnej gazecie „Arriti”. Podobnie jak inni członkowie rodziny zaangażował się w działania na rzecz autonomii Korsyki. W 1977 należał do założycieli Union du peuple corse, został w niej sekretarzem generalnym. Zasiadał w radzie regionalnej Korsyki i radzie miejskiej Bastii. W 2002 wraz ze swoim ugrupowaniem dołączył do Partii Narodu Korsykańskiego.
W 1989 uzyskał mandat posła do Parlamentu Europejskiego z listy Zielonych. Dołączył do grupy zielonych, został m.in. wiceprzewodniczącym Komisji ds. Kultury, Młodzieży, Edukacji i Sroków Masowego Przekazu (1989–1994) oraz Komisji ds. Kwestii Prawnych i Praw Obywatelskich (1991–1992). W 1994 bez powodzenia ubiegał się o reelekcję do Europarlamentu z ramienia koalicji partii regionalnych Régions et Peuples Solidaires. W 1995 próbował zarejestrować swoją kandydaturę w wyborach prezydenckich.